# Serez
Serez é uma comuna francesa na região administrativa da Normandia, no departamento de Eure. Estende-se por uma área de 6,39 km². Em 2010 a comuna tinha 168 habitantes (densidade: 26,3 hab./km²).